# Lu minaturi/Nina e lu capurale
Lu minaturi/Nina e lu capurale è il 7° singolo di Domenico Modugno.

## Tracce
Lato A
1. Lu minaturi (Domenico Modugno)

Lato B
1. Nina e lu capurale (Domenico Modugno)

## Il disco
Modugno è l'autore sia del testo che della musica.
Il singolo ebbe all'epoca un successo discreto.

## I brani

### Lu minaturi
Lu minaturi è la canzone più nota, e fu ristampata l'anno successivo su EP, inoltre è stata reincisa in Tutto Modugno.
La canzone racconta con un semplice sottofondo di chitarra la terribile vita dei minatori con un toccante ritornello (Suda, suda, suda, suttu allu suli cucenti, cucenti) in riferimento ai supplizi che all'epoca questa gente subiva, costretti a lavorare 10 ore al giorno per pochi soldi.

#### Cover
Nel 2000 la Piccola Orchestra Avion Travel ne ha realizzata una cover nell'album Storie d'amore.

### Nina e lu capurale
La canzone parla dell'amore tra una ragazza e un caporale; venne ristampata assieme a Lu minaturi su un EP, ma non sarà mai ristampata successivamente né reincisa.
Alcune strofe centrali saranno riutilizzate nella canzone Mariti in città.